# Незнайова
Незнайо́ва або Незнає́ва (пол. Nieznajowa) — зникле лемківське село в Польщі, у гміні Сенкова Горлицького повіту Малопольського воєводства, над потоком Завоя, притокою Віслоки.

## Історія
Вперше зафіксовано 1546 року, коли було закріпачене за волоським правом і складалося з двох господарств. 
В 1581 р. село було власністю за волоським правом Миколая Стадницького гербу Шренява, належало до парохії Граб, у селі було 1 селянське подвір'я і господарство солтиса.
1785 року населення складало 296 греко-католиків і 7 євреїв, 1886 р. — 332 мешканці. На 1.01.1939 в селі було чисто лемківське населення — 390 українців.
1780 року було збудовано греко-католицьку церкву святих Кузьми і Дем'яна, була дочірньою церквою парафії Чорне Дуклянського деканату Перемишльської єпархії. 1930 року було збудовано другу церкву — православну, належала Польській православній церкві.
Село було відомим в околиці завдяки торгам, що відбувалися тут раз на два тижні (головно торгівля худобою), та ярмаркам, що відбувалися чотири рази на рік: на Вознесіння, 13 серпня, 10 вересня і 30 жовтня.
1928 року більшість мешканців (за винятком восьми) перейшли у православ'я. В 1930-их роках в селі діяли два великі млини. 1938 року в селі було 60 хат, дві церкви, капличка, пошта, лісництво, паровий тартак.
Після Другої світової війни жителів переселено у східні області УРСР. До сьогодні з села збереглися лише окремі сліди забудови, кам'яні лемківські придорожні хрести та кільканадцять надгробних каменів. Православну церкву зруйновано 1956 року. Дерев'яна церква святих Кузьми і Дем'яна завалилася 1964 року. Деякі її елементи містяться в церкві-музеї в Бортному.

## Туризм
В цій місцевості є кілька сучасних будівель, зокрема студентський будиночок (Хатка в Незнаєвій, пол. Chatka w Nieznajowej).
Через село проходить піший туристичний маршрут Бортне — Баниця — Воловець — Незнаєва — Радоцина — Конечна.

## Галерея

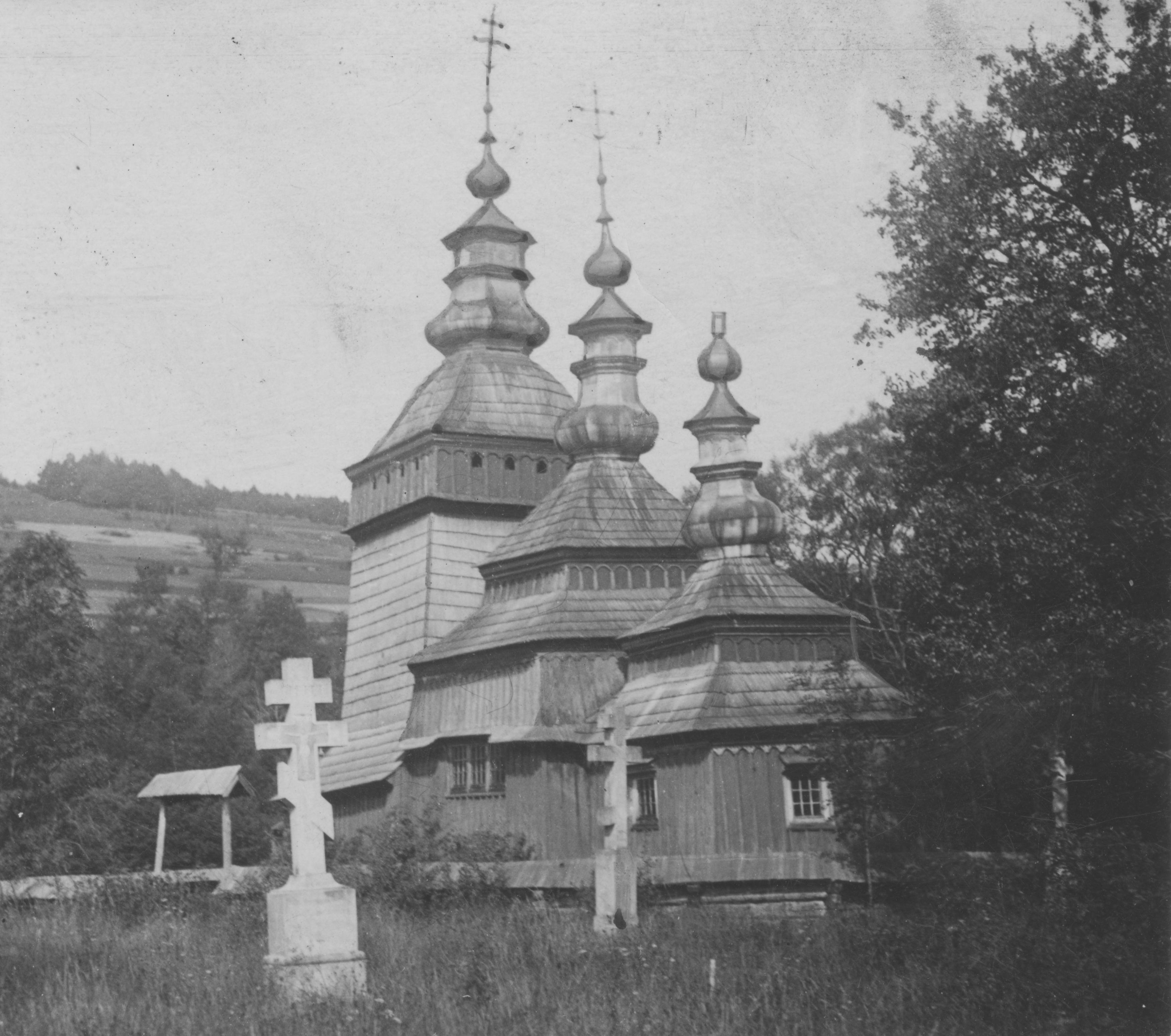
Церква в Незнаєвій (1925 - 1933)
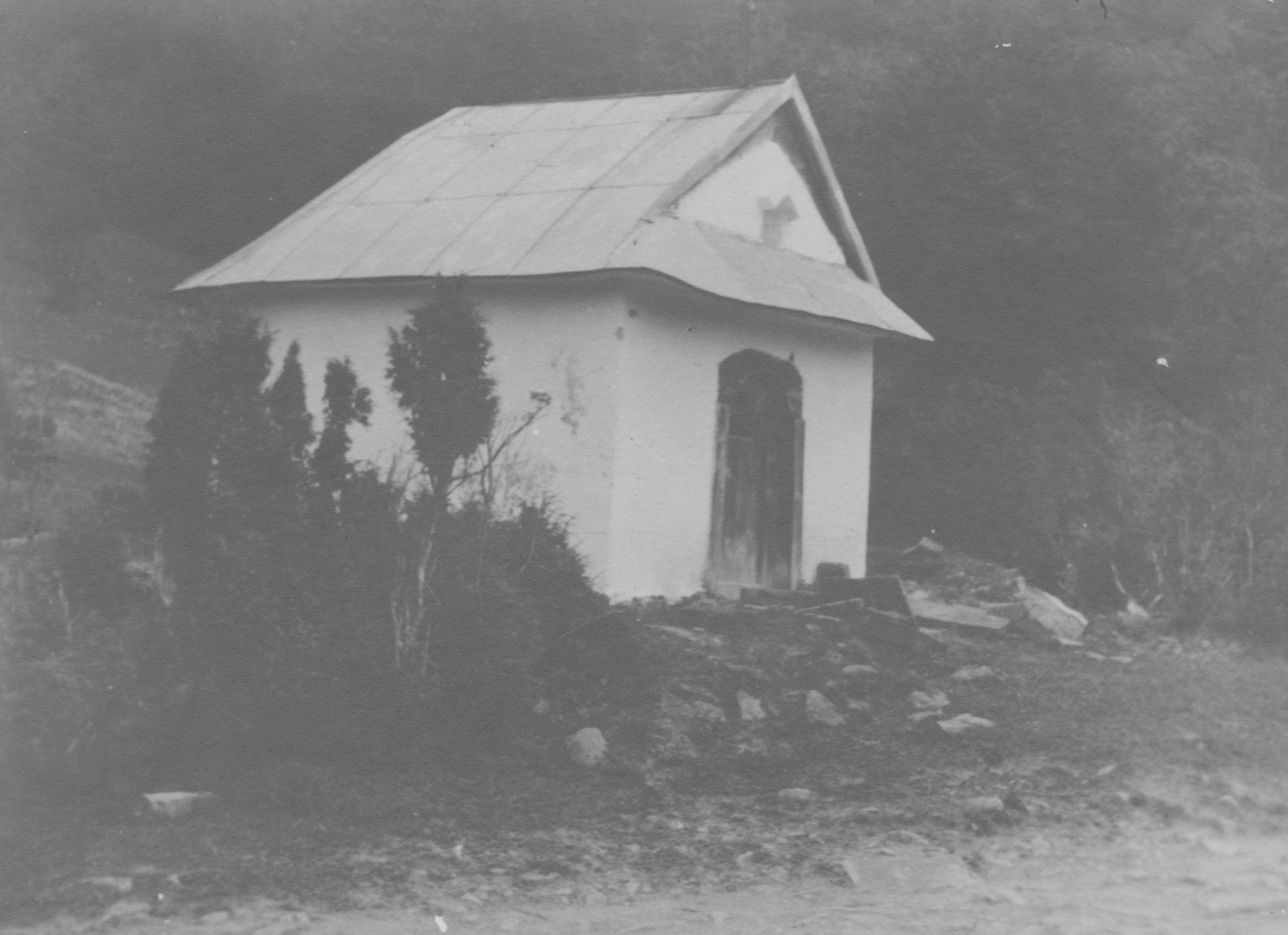
Придорожня капличка в Незнаєвій (1918 - 1939)
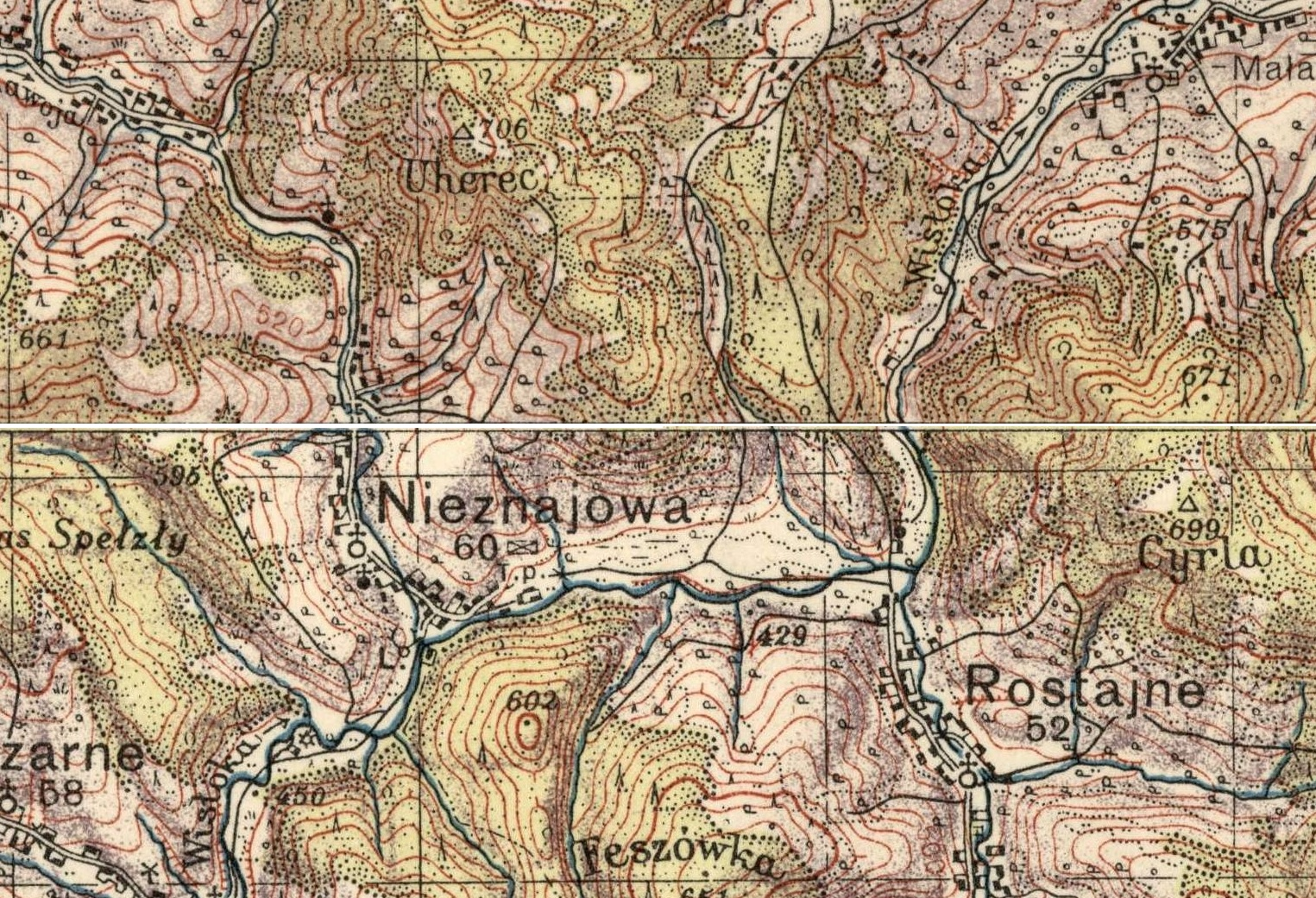
Незнаєва на мапі Військового географічного інституту Польщі, 1938 рік
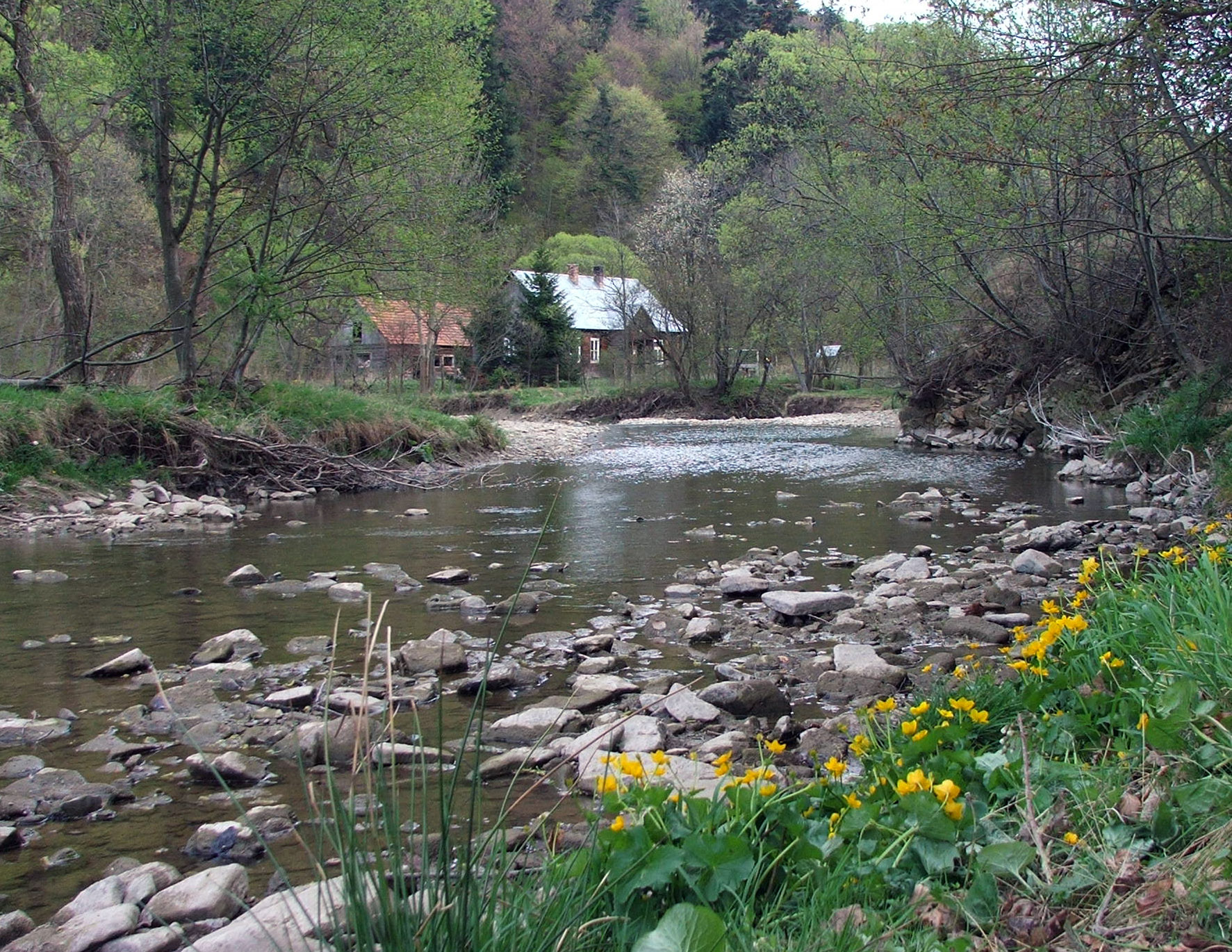
Студентська хатка в Незнаєвій
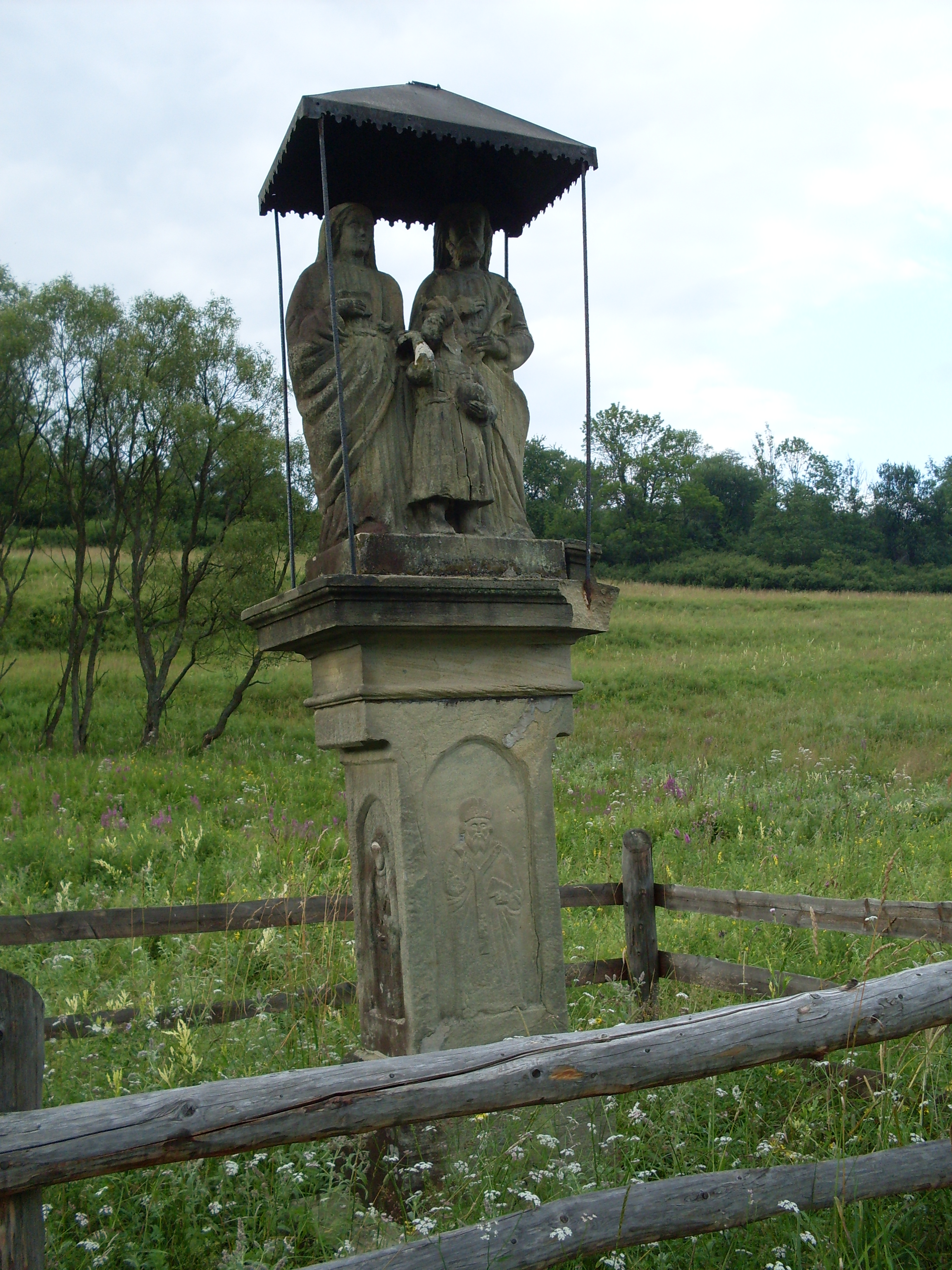
Придорожня фігура святого сімейства
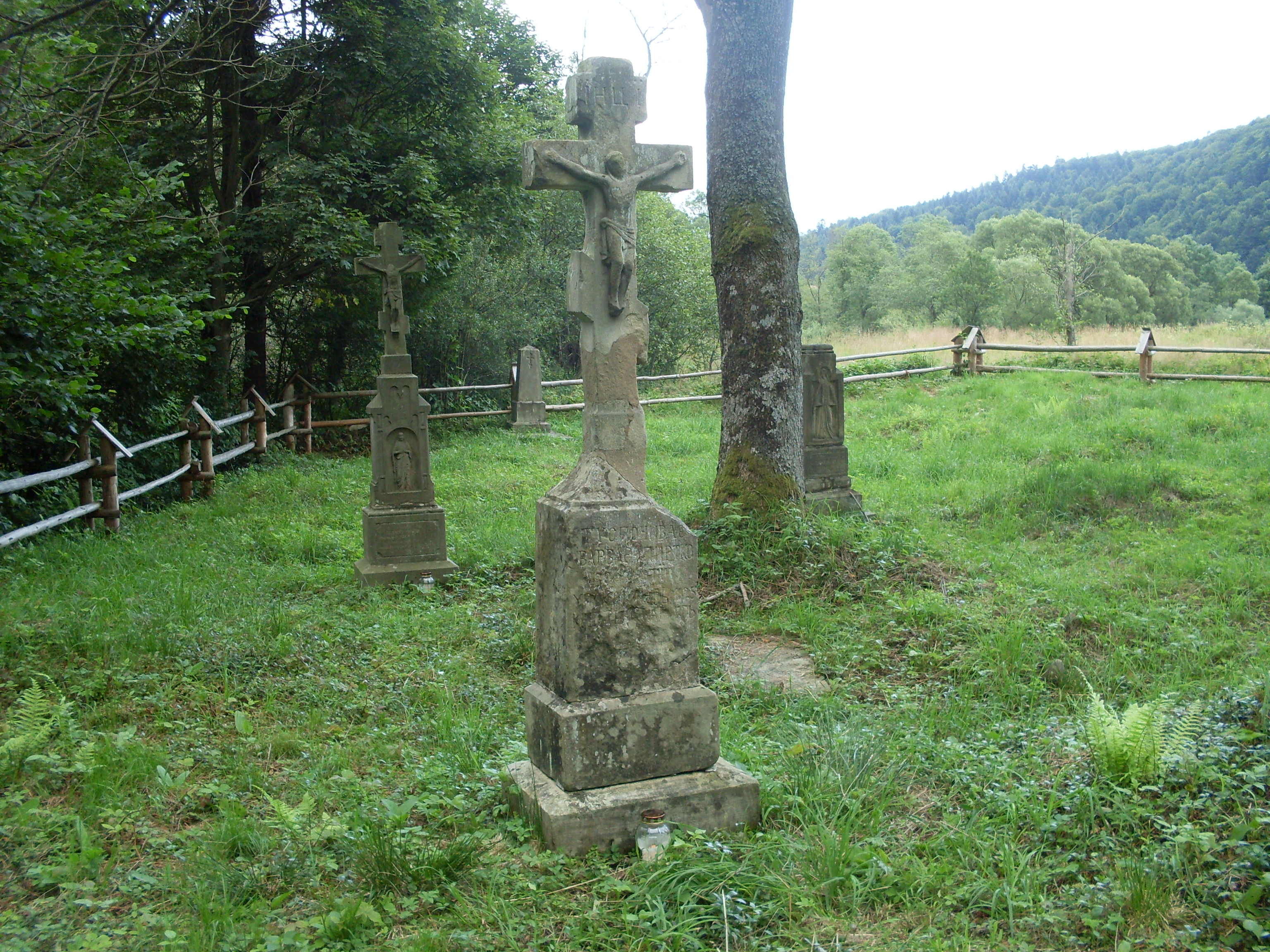
Лемківський цвинтар
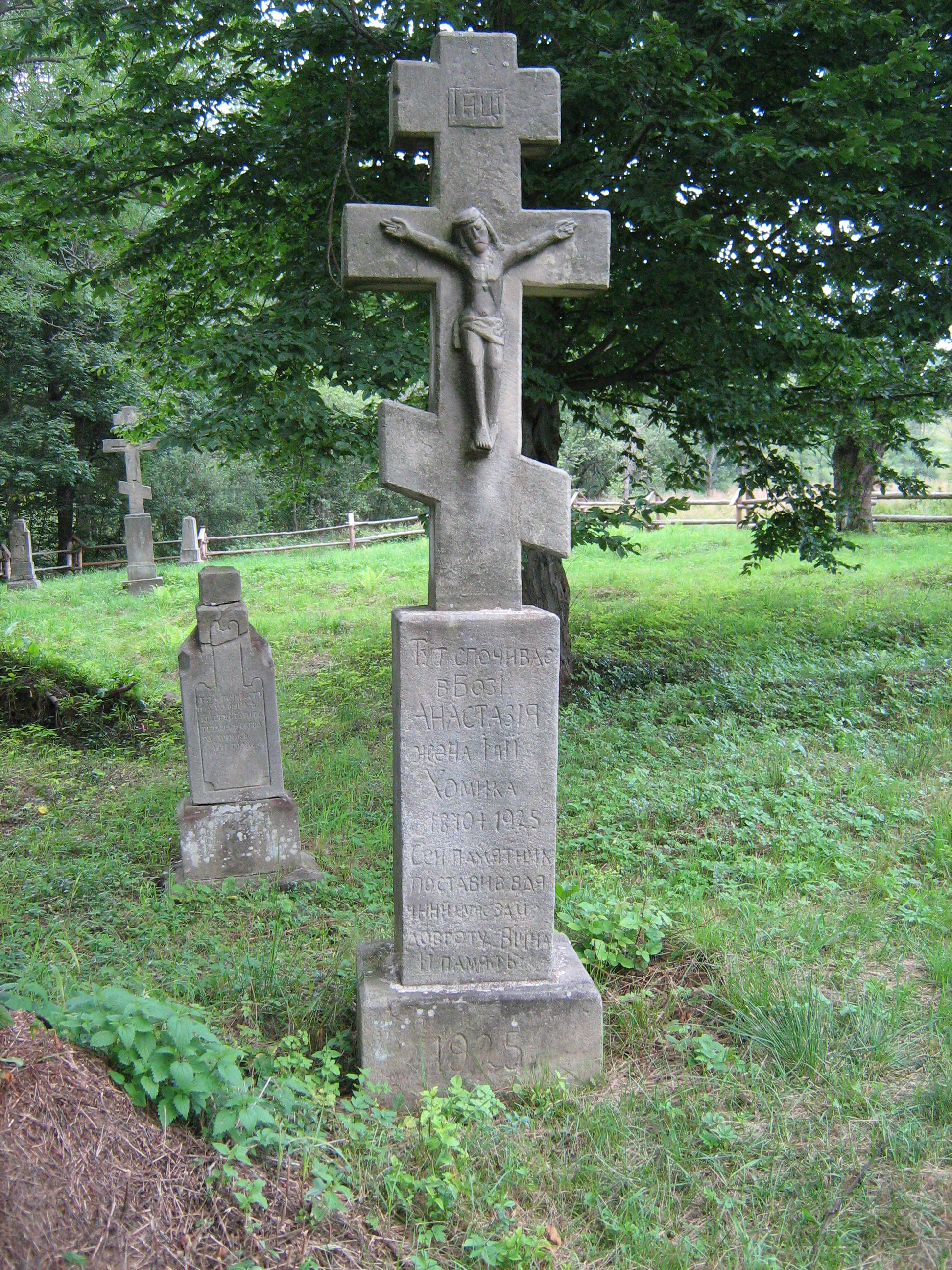
Лемківський цвинтар
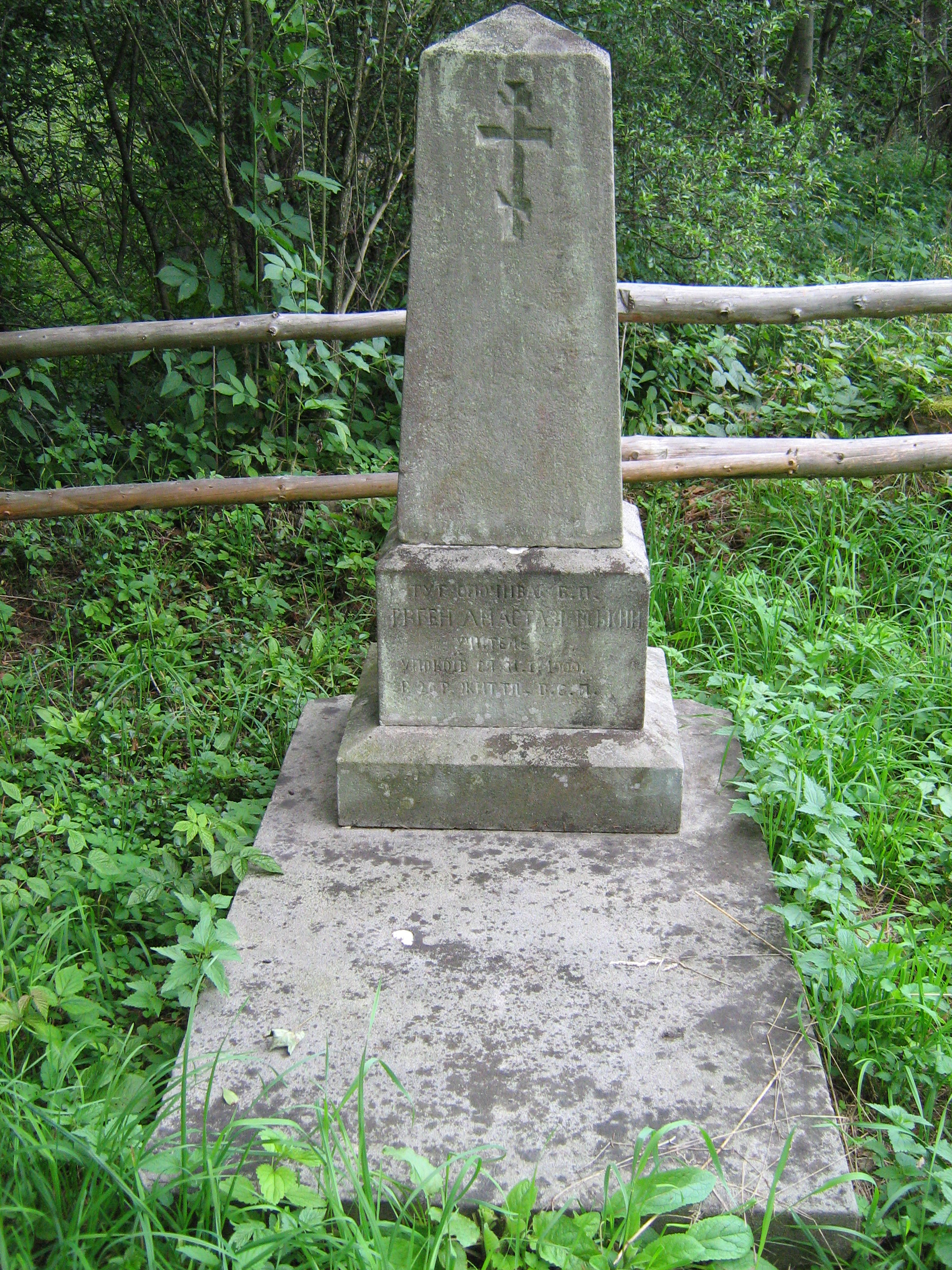
Лемківський цвинтар
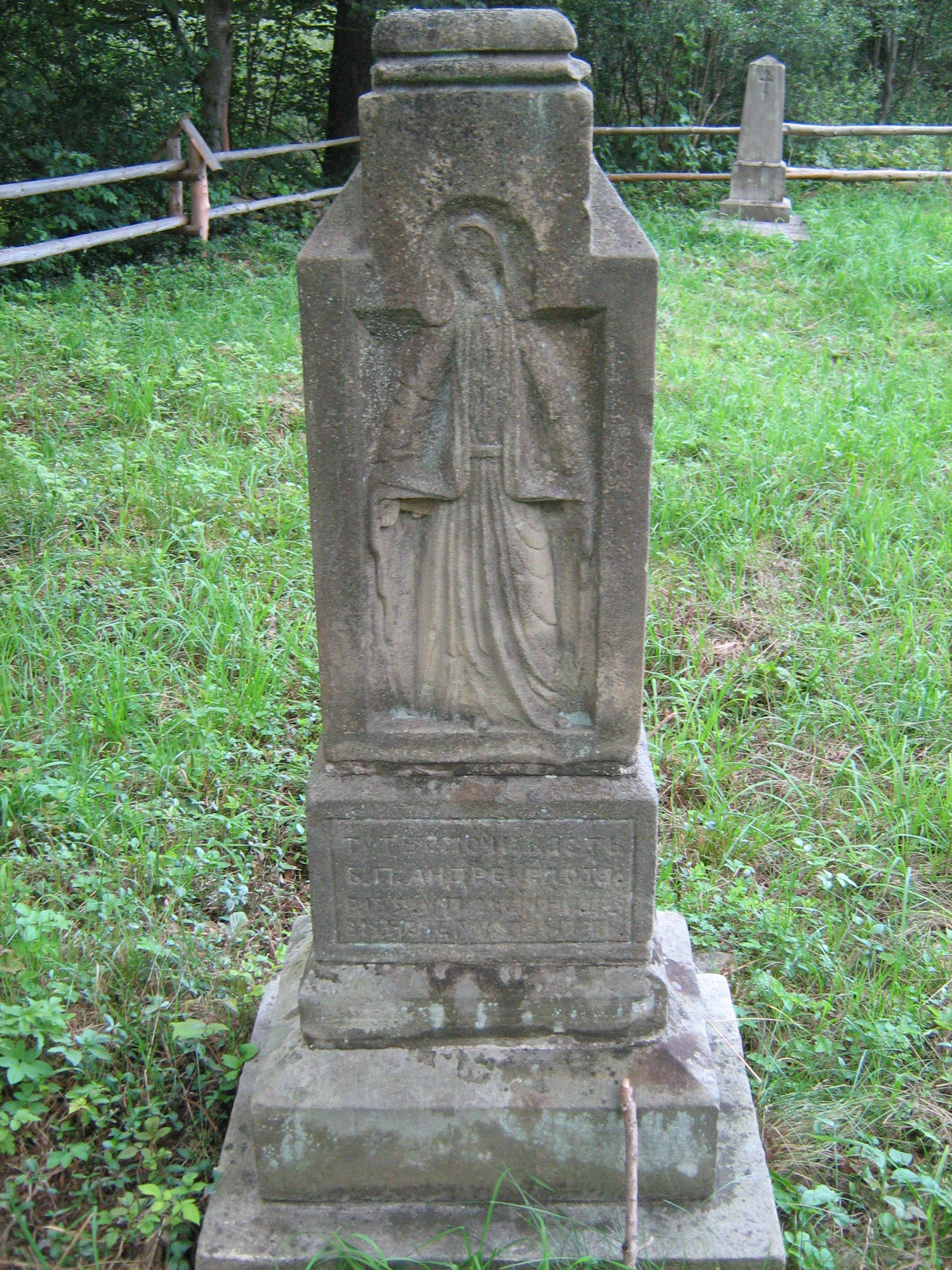
Лемківський цвинтар
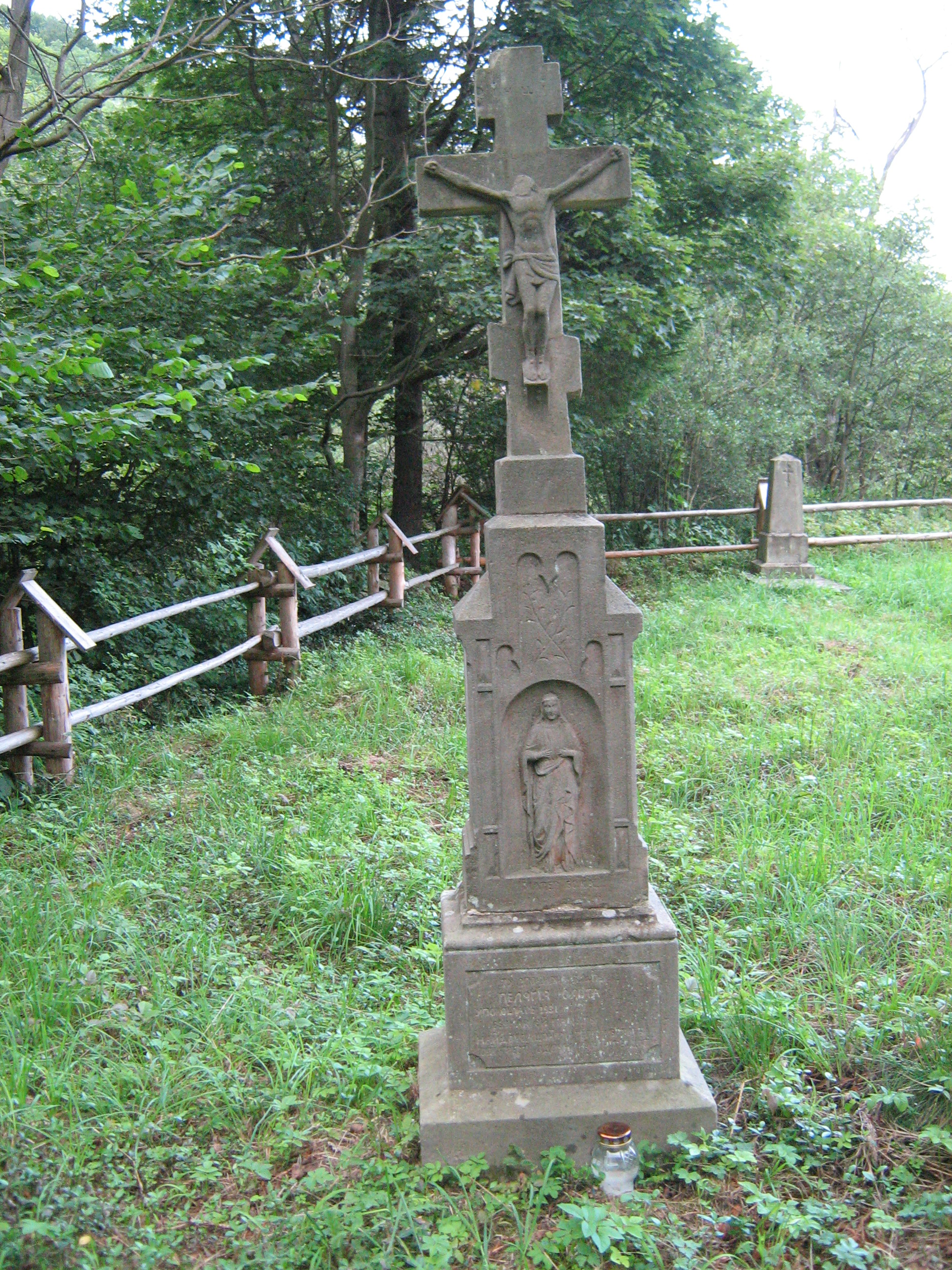
Лемківський цвинтар
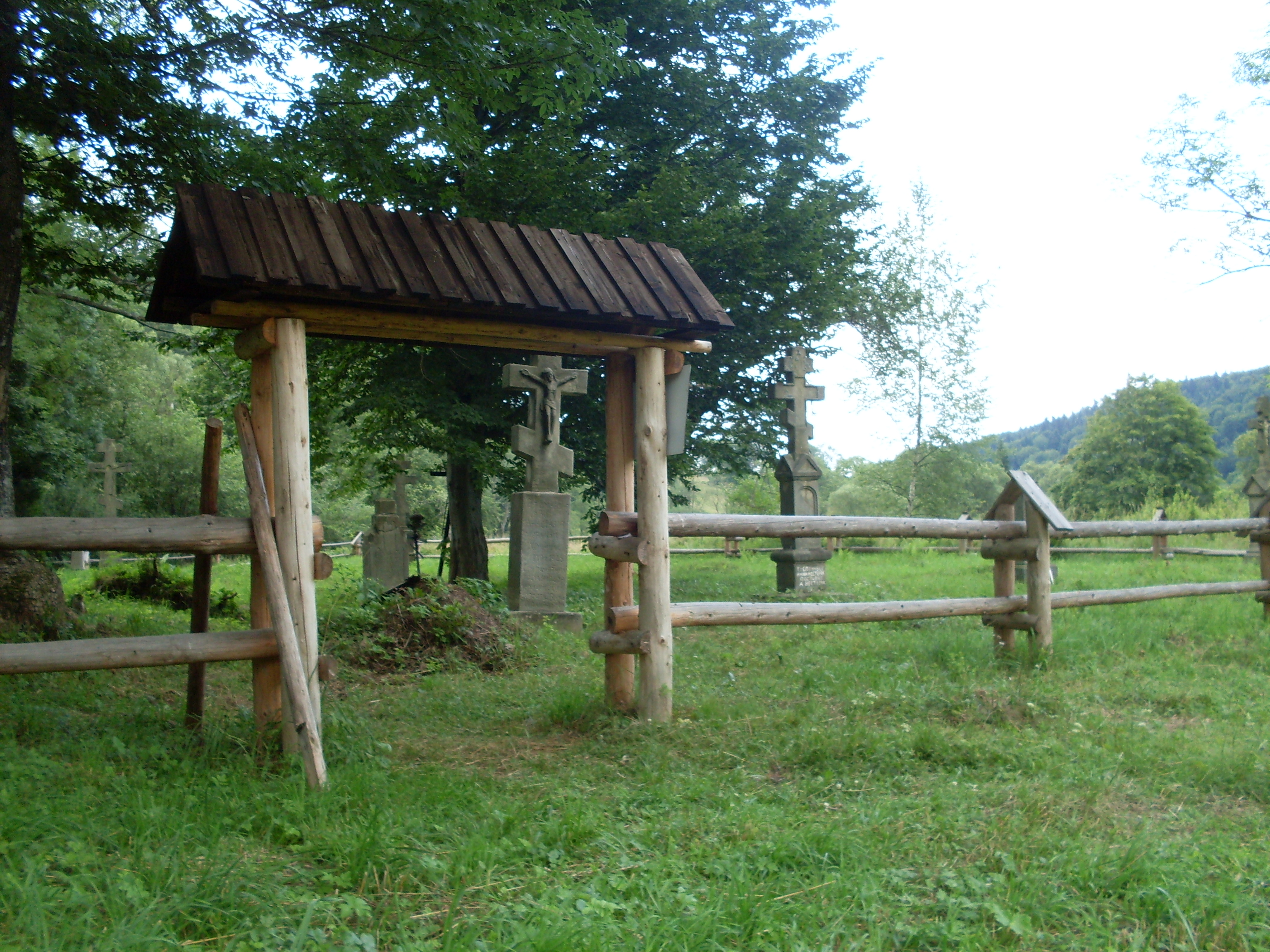
Лемківський цвинтар